# Közvágóhíd (Budapest)
A közkeletű nevén Közvágóhíd, teljes nevén a Budapesti Marhaközvágóhíd és Húsfeldolgozó Vállalat egy nagy múltú, mára már megszűnt budapesti élelmiszeripari létesítmény, amely a Soroksári út – Vágóhíd utca – Mester utca – Máriássy utca által határolt nagy méretű telken helyezkedett el.

## Története
A Budapest IX. kerületében, a Soroksári út 58. szám alatt jegyzet 14 hektáros birodalmi–eklektikus stílusú épületkomplexum 1872-ben nyílt meg, hogy a közegészségügyileg veszélyes korábbi mészárszékek és magánvágóhidak helyett egységesen ellenőrzött húsfeldolgozás váljon lehetségessé a nagyvárosban. Nagyságát mutatja, hogy egyszerre 600 szarvasmarha befogadására volt alkalmas, és az első évben 185 000 állatot vágtak le benne. Tervezője Hermann von der Hude, kivitelezője Julius Hennicke volt. Kismarty-Lechner Jenő szerint „rendeltetéséhez képest, túlzott mértékben impozáns művészeti alkotás”nak épült.
Önálló üzemként az 1960-as évekig működött, majd más üzemekkel összevonva még két évtizeden át volt használatban. 1984-ben zárt be, épületeinek egy része 1994-ben műemléki védettség alá került. A közvágóhíd állapota idővel leromlott, hasznosítására, az épületek részleges elbontására, a terület rendezésére számos terv született. 2019-ben végül egy Orbán Viktorral és családjával, valamint Recep Tayyip Erdoğannal, Törökország elnökével baráti viszonyban lévő török vállalkozó, Adnan Polat cége a magyar állam jelentős összegű támogatása mellett szinte teljes mértékben lerombolta, miután a kormány nemzetgazdasági szempontból kiemelt ügynek minősítette az épületegyüttes lebontását. 2020 óta az épületegyüttes helyén zsúfolt lakópark, luxusszálloda és irodaház komplexum épül.
Érdekesség, hogy a közvágóhídhoz a szomszédságában marhavásártér csatlakozott 5000 szarvasmarha, vagy 10 000 aprómarha ideiglenes elhelyezésére, illetve a Máriássy utca túlsó oldalán (Máriássy út 5-7.) 1927-ben felépült egy Borjúvásárcsarnok is. (Ez utóbbi épületet az ezredforduló után felújították, és irodaházként üzemel.)
Az évtizedek alatt lepusztult épületeket a főkapu, a bálterem és a víztorony kivételével 2019-ben rombolták le. A bejáratnál álló, Reinhold Begas belga szobrász két szobrát (bivalyt vezető férfi, bikával küzdő férfi) szintén nem bontották el.

## Képtár

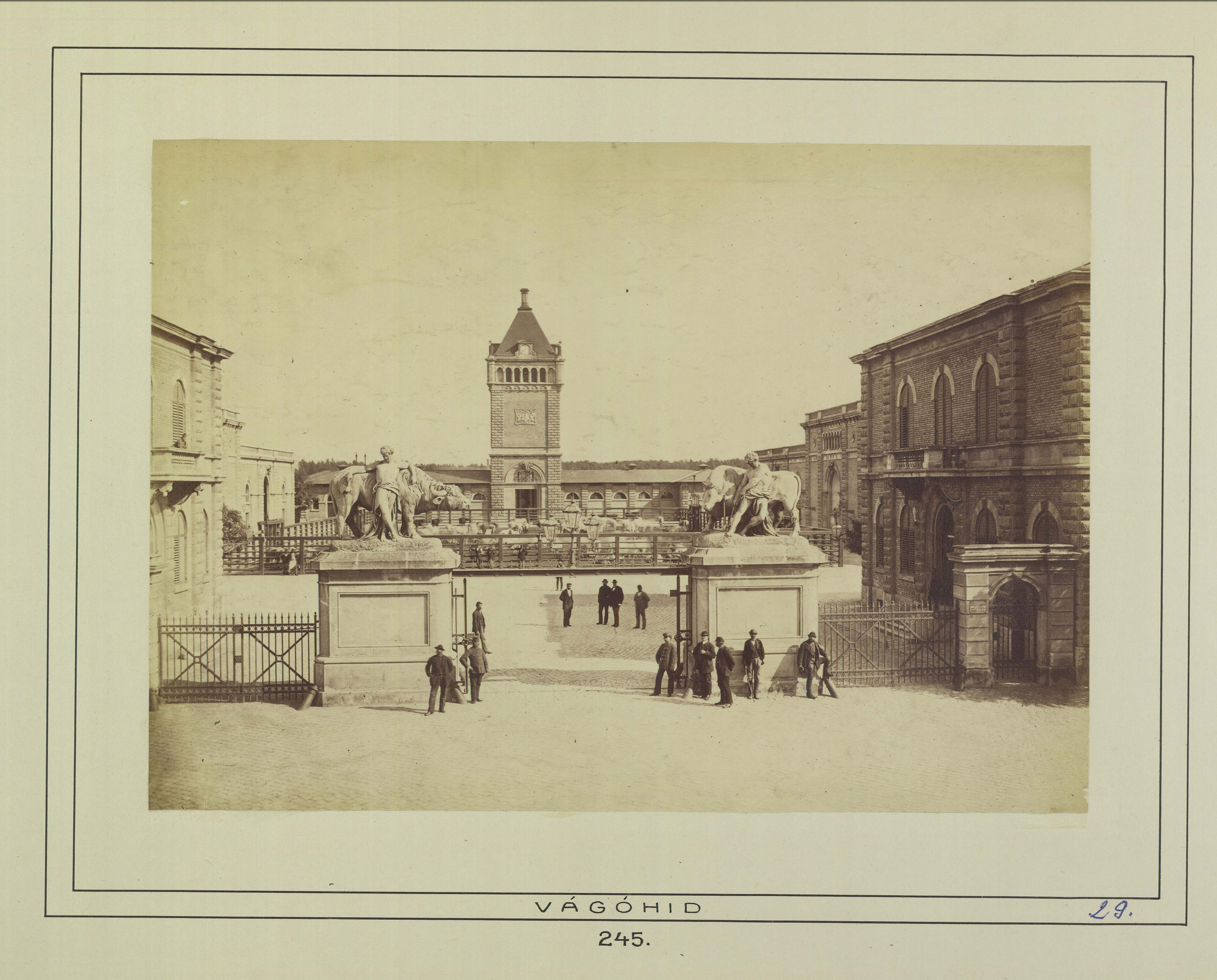
Régi fénykép (1890 körül)
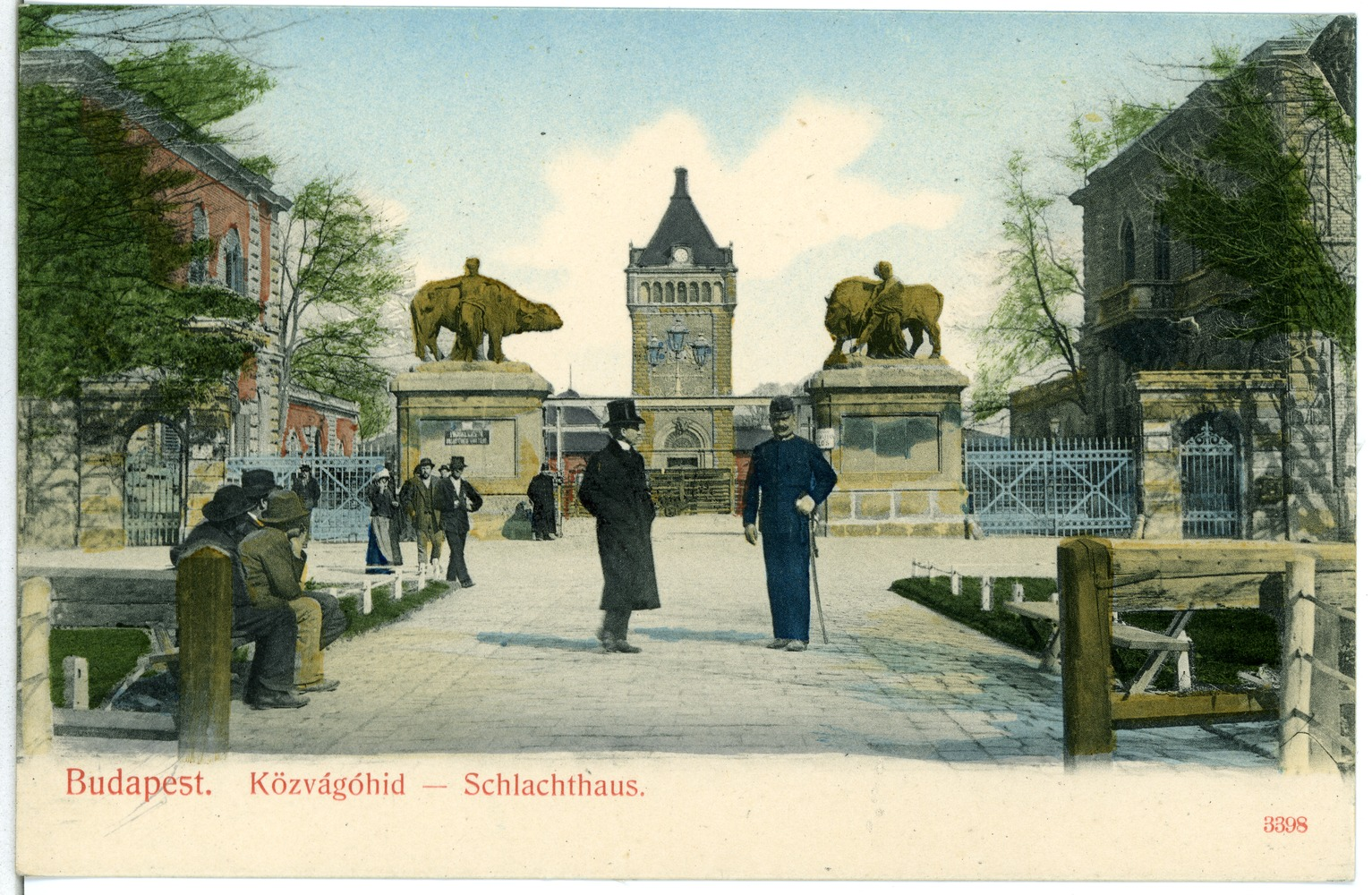
Régi képeslap (1903)
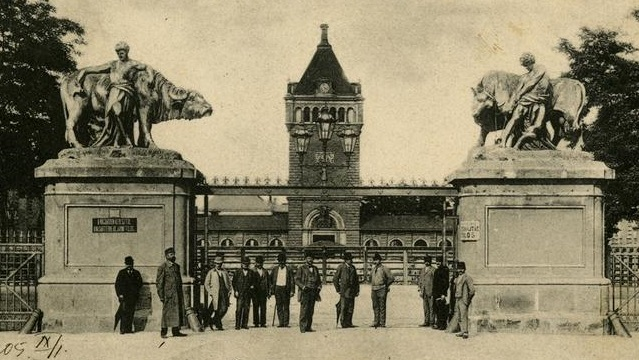
Korabeli fénykép, 1905 előtt
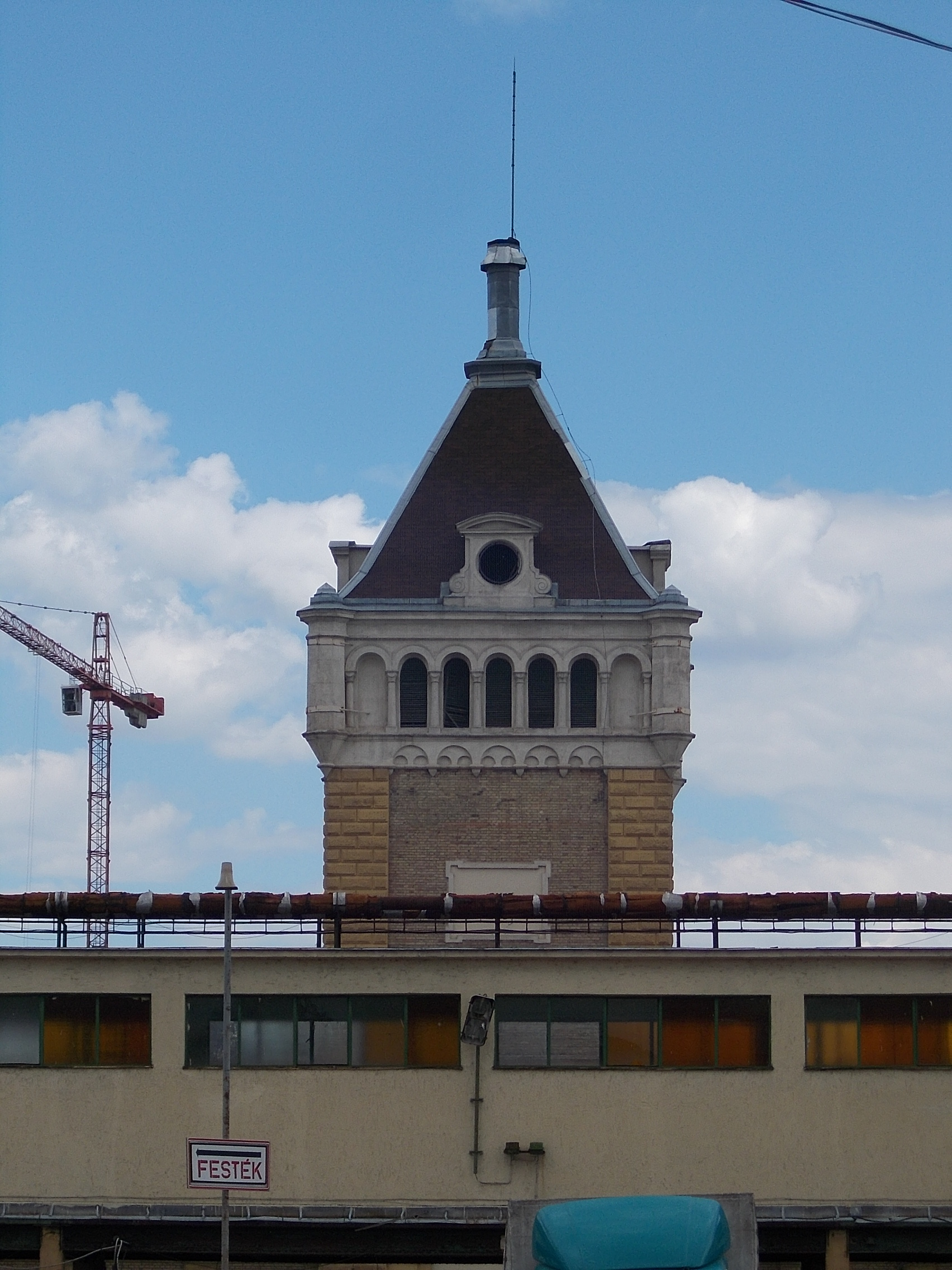
Torony
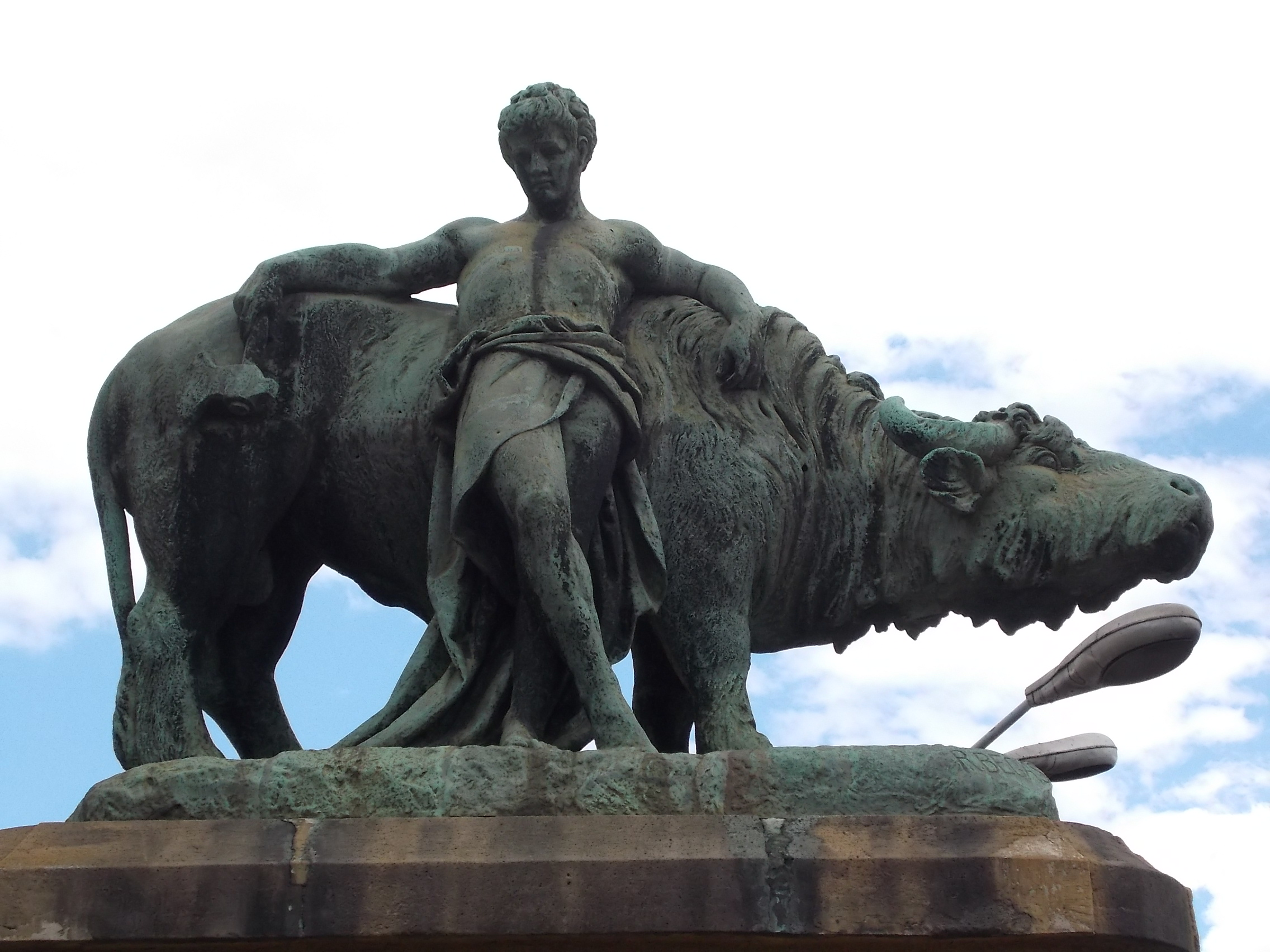
Férfiszobor bivallyal a bejáratnál
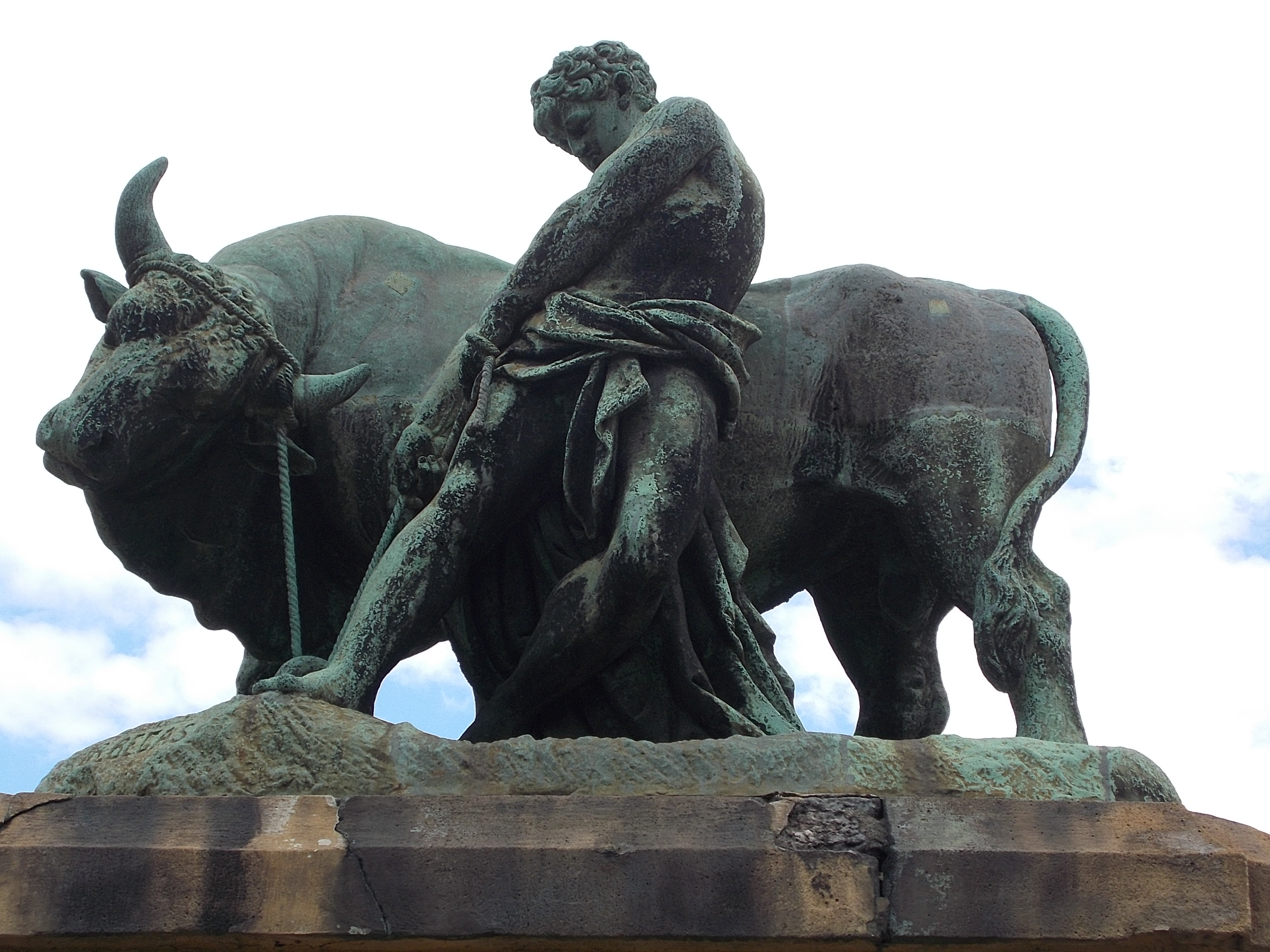
Férfiszobor szarvasmarhával a bejáratnál
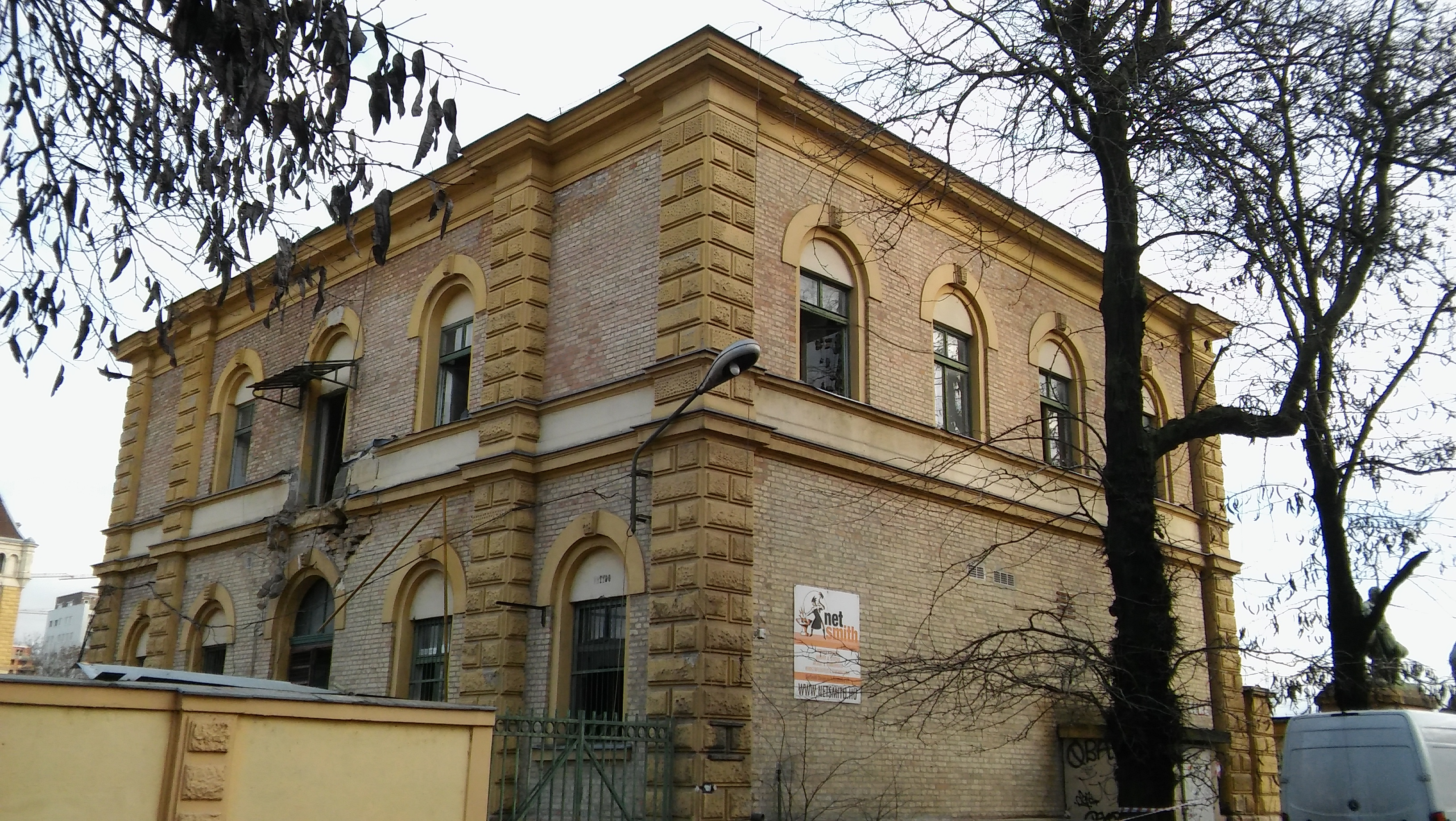
Kapuépület
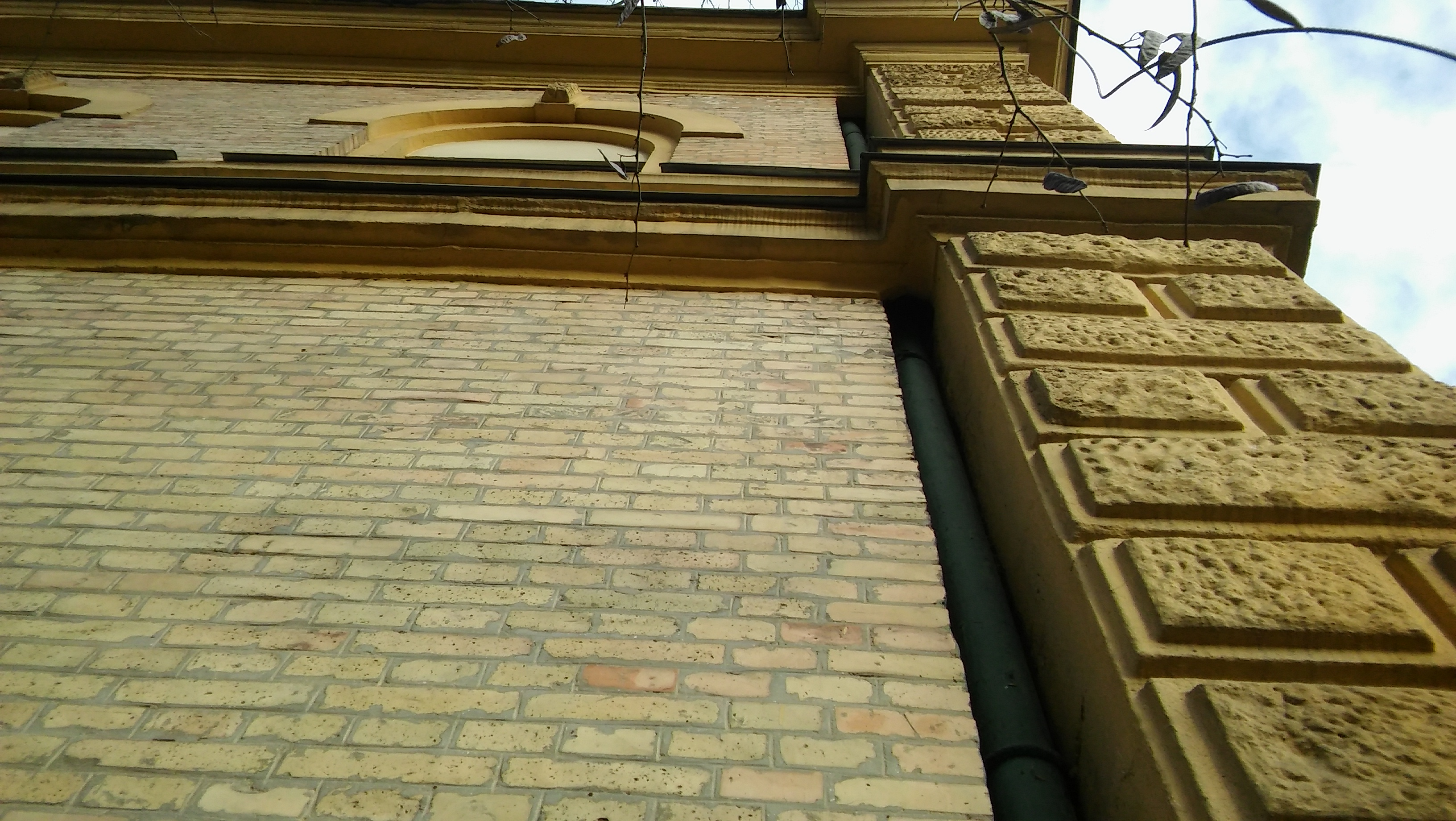
A kapuépület részlete
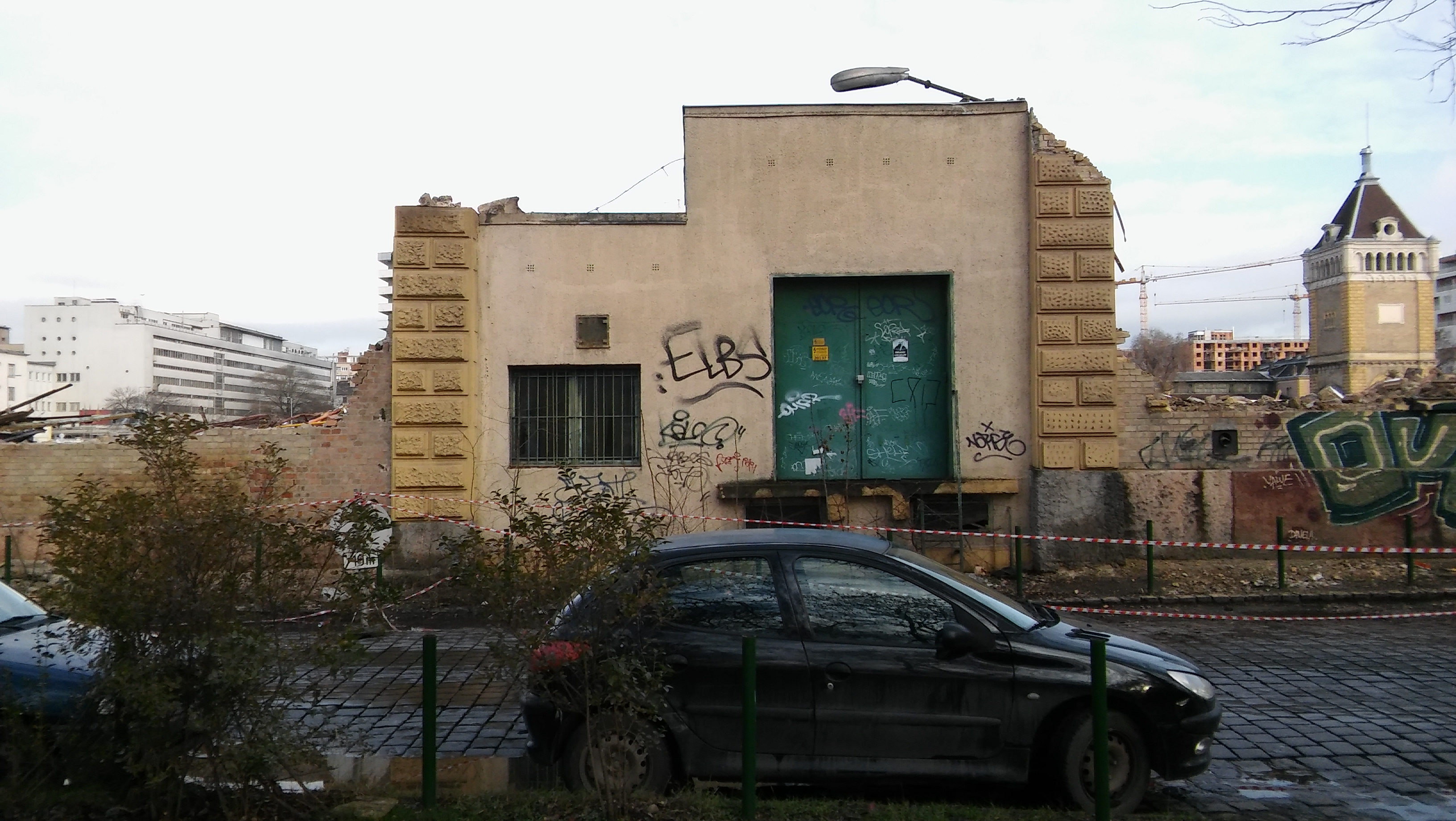
Épületmaradvány (Soroksári út)
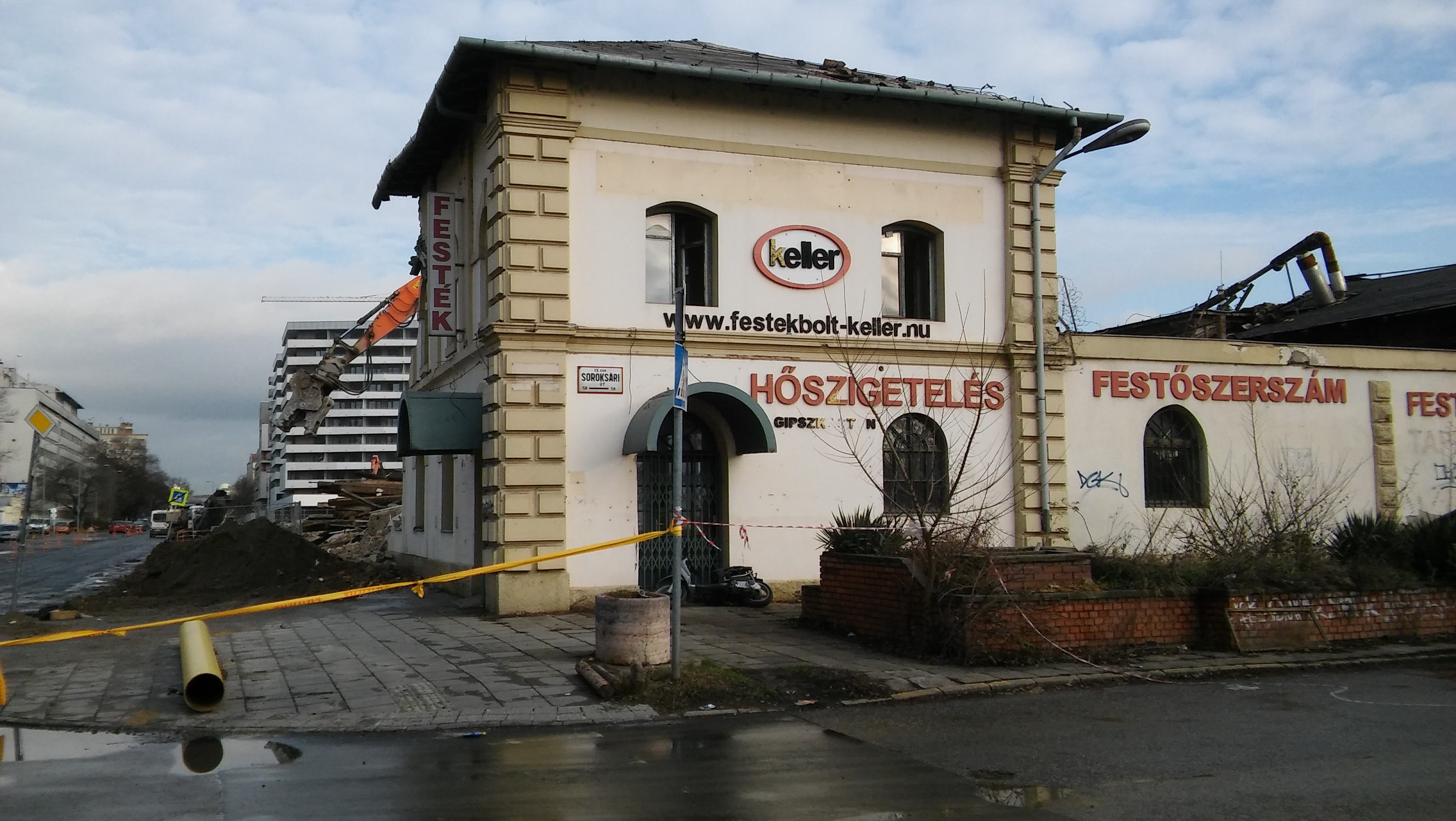
Saroképület (Vágóhíd utca)
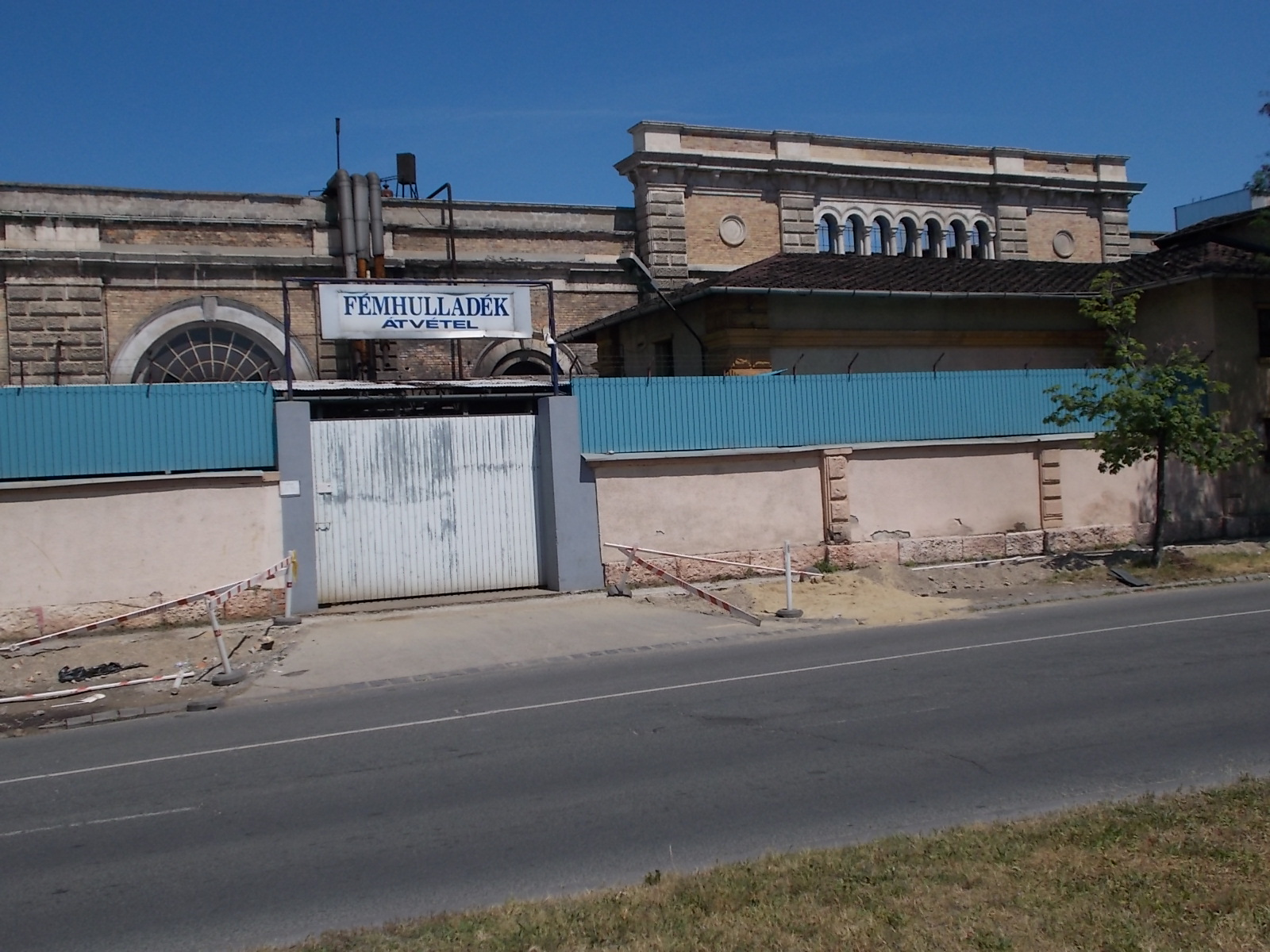
Épületrészlet (Máriássy utca)
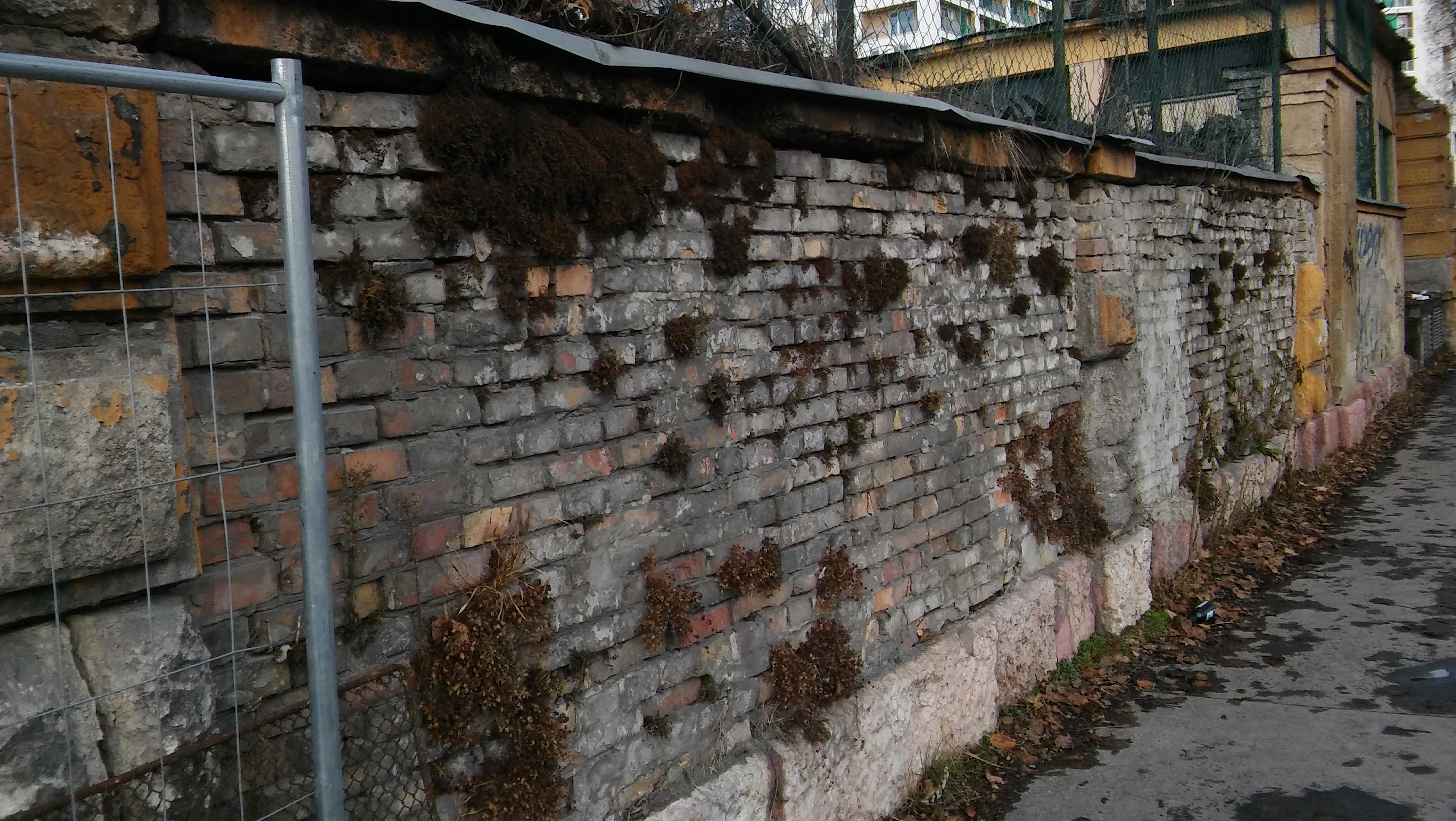
Falrészlet (Máriássy utca)
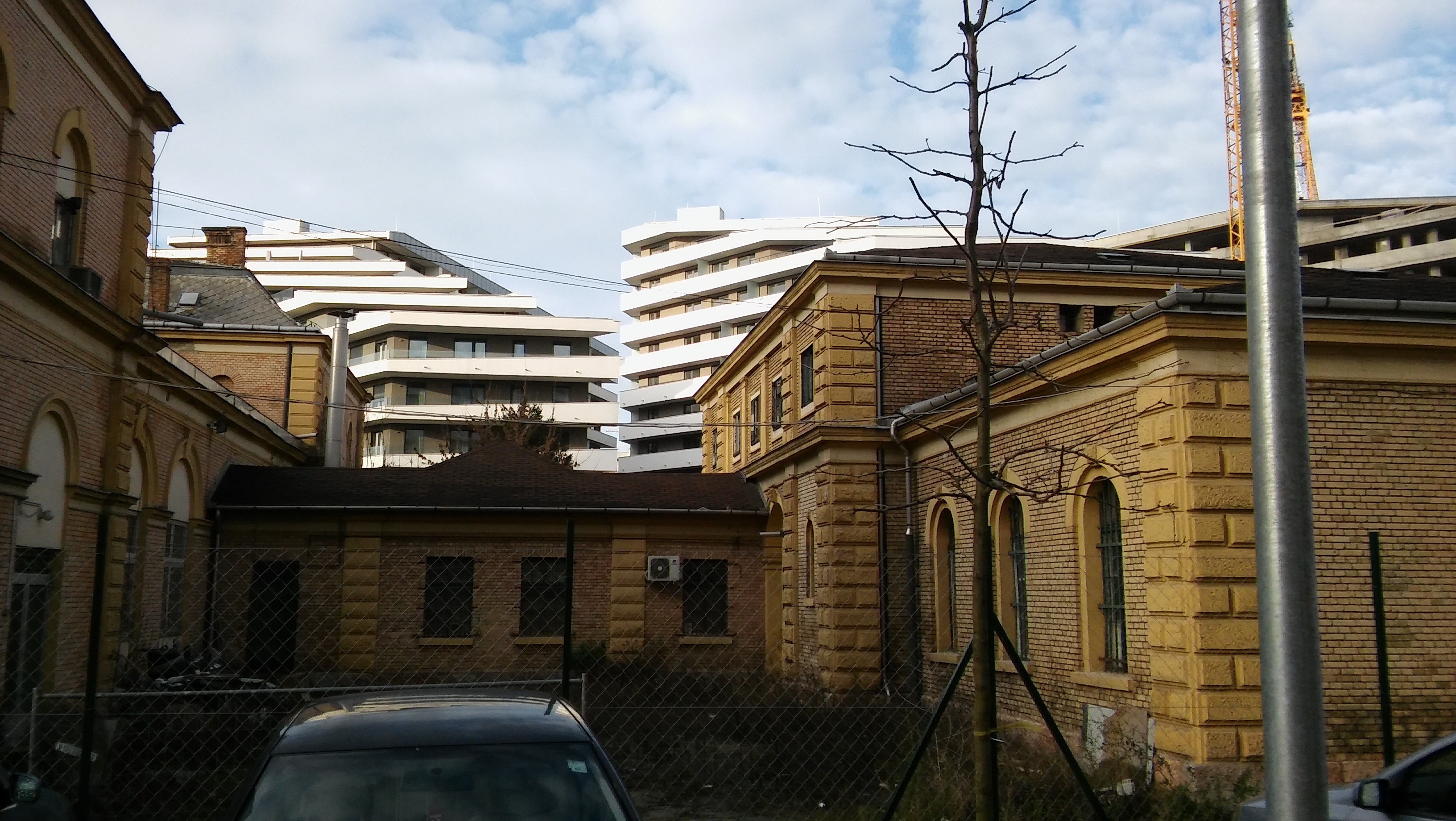
Műemléki épületek a torony mellett
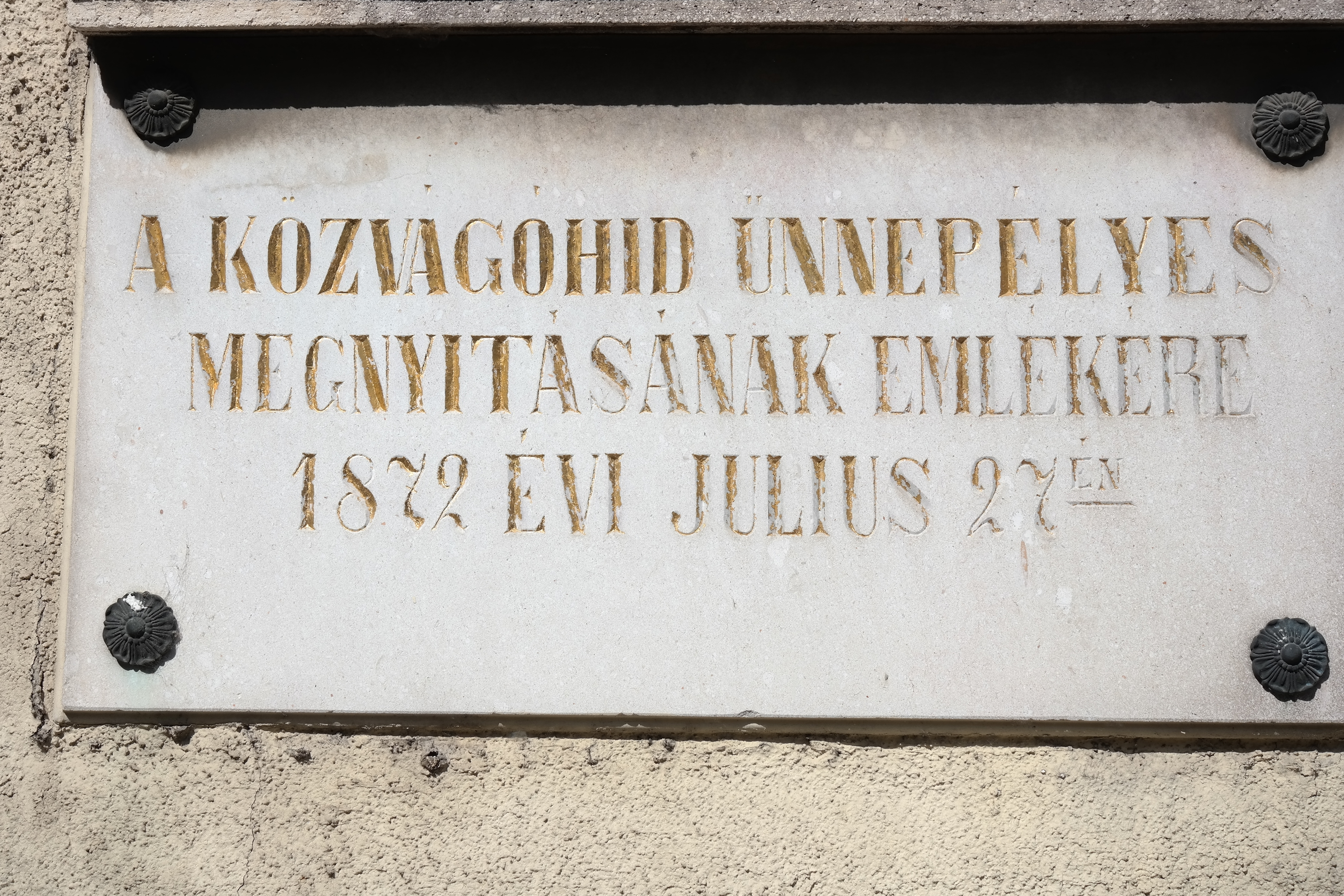
Emléktábla
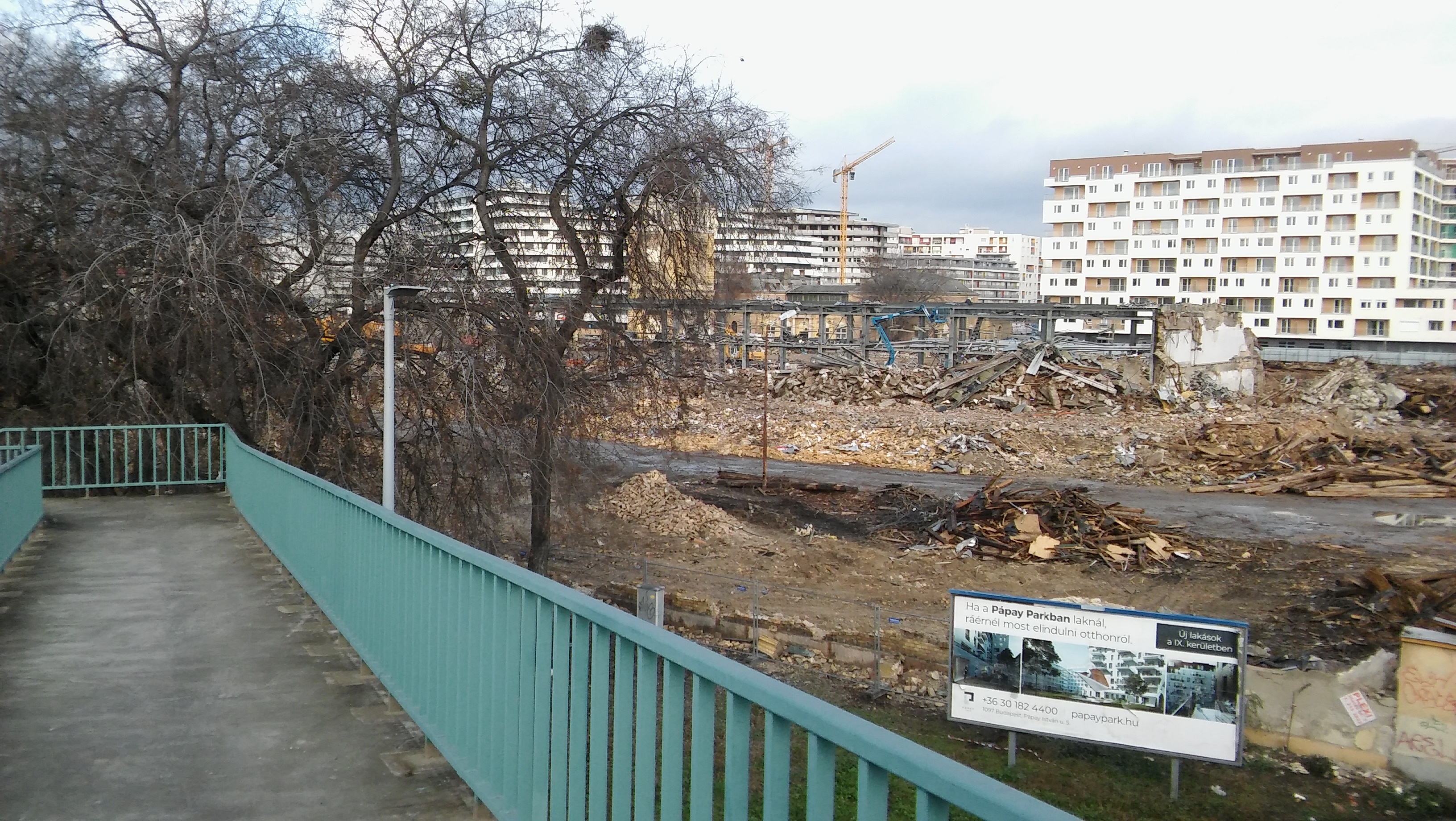
A bontási munkálatok
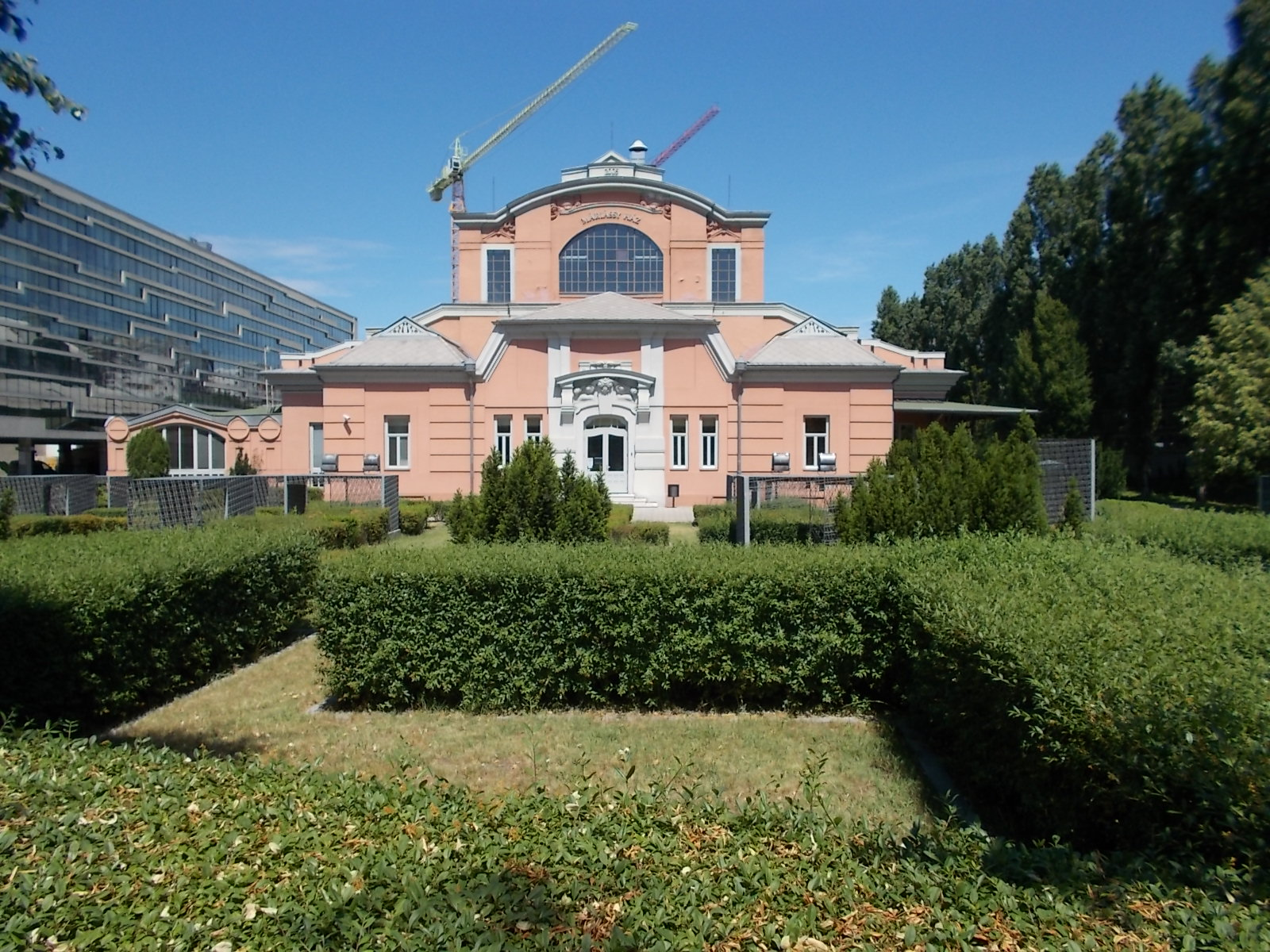
A Borjúvásárcsarnok

## Filmfelvételek
- Magyar gyárak a millennium korában – Közvágóhíd – Youtube.com
- Budapest, elhagyatott Közvágóhíd – Youtube.com (a Vágóhíd belseje fél évvel az elbontása előtt, 2019. júl. 15-én)